# Rogersville (Nuevo Brunswick)
Rogersville es una parroquia canadiense situada en la provincia de Nuevo Brunswick.

## Superficie
Rogersville tiene una superficie de 326,27 km².

## Demografía
En 2021, tenía 1072 habitantes, una densidad poblacional de 3,3 hab./km², y 538 viviendas.